# Şirin Pancaroğlu
Şirin Pancaroğlu (Ankara, 1968) és una música turca. A part de l'arpa toca el çeng o txeng, instrument musical turc-persa del segle xvii.

## Curiositats
Şirin Pancaroğlu té un interès especial en el tango. El seu avi va emigrar a l'Argentina, des del poble de Develi a Kayseri, juntament amb alguns armenis del seu poble, però després va tornar a Turquia per casar-se.
Şirin Pancaroğlu va participar en un festival de música el 2009 al Brasil, juntament amb Ceren Necipoğlu, una altra arpista turca que va perdre la vida a l'accident d'Air France de 2009, mentre ella es va salvar perquè va tornar abans que la seva companya.

## Vida personal
Şirin Pancaoğlu és casada i té un fill, Mengü (n. 2007).